# Klaus Johann Jacobs
Pour les articles homonymes, voir Jacobs.
Klaus Johann Jacobs, né le 3 décembre 1936 à Brême et mort le 11 septembre 2008 à Küsnacht, est un industriel germano-suisse.

## Biographie
Après avoir suivi des études à l'université de Hambourg puis à l'université Stanford, il commence sa carrière dans l’industrie du chocolat et du café. En 1962, il devient directeur du marketing pour Jacobs AG dans le secteur du café, puis directeur de la compagnie à partir de 1972. En 1982, la fusion avec le groupe Interfood donne naissance à Jacobs Suchard Tobler, qui devient le numéro un du café et du chocolat en Europe.
En 1990, Jacobs vend Jacobs Suchard à Philip Morris. En 1996, il acquiert la firme française Cacao Barry, qui fusionne avec la firme belge Callebaut, pour former le groupe Barry Callebaut.
Klaus Jacobs investit également dans le secteur du travail temporaire en rachetant la société suisse Adia en 1992, fusionnée avec le français Ecco en 1996 afin de former le groupe Adecco.
En 2006, Klaus Jacobs effectue une donation de 250 millions de dollars à une université privée de sa ville natale, l'université internationale de Brême, depuis rebaptisée université Jacobs.

## Les prix Jacobs
Le « Prix de la recherche Klaus J. Jacobs » pour le développement positif des enfants et des jeunes et le « Prix pratique Klaus J. Jacobs » pour le développement positif des enfants et des jeunes seront remis chaque année en l’honneur de l’entrepreneur et mécène Klaus J. Jacobs, disparu en 2008. La première cérémonie de remise de prix a eu lieu le 3 décembre 2009. Les distinctions sont décernées par la Fondation Jacobs, dont le siège se trouve à Zurich.
Domaines d’application : Les prix récompensent des travaux scientifiques et pratiques remarquables, qui apportent de manière innovante un soutien bénéfique pour la jeunesse.

### Prix de la recherche Klaus J. Jacobs
Le « Prix de la recherche Klaus J. Jacobs » honore les travaux scientifiques à forte implication sociale en faveur du développement positif des enfants et des jeunes. De plus, les résultats scientifiques obtenus à partir des recherches entreprises de manière interdisciplinaire doivent pouvoir être transposés activement dans la pratique. Le prix est doté d’un montant d’un million de francs suisses, que le lauréat investira dans le projet scientifique de son choix.
Le choix du lauréat incombe à un jury composé de scientifiques reconnus sur le plan international: Albert Bandura (Université Stanford, États-Unis), Monique Boekaerts (université de Leyde), Jeanne Brooks-Gunn (Université Columbia, États-Unis), Anne C. Petersen (Université du Michigan, États-Unis), Meinrad Paul Perrez (Université de Fribourg, Suisse), Rainer K. Silbereisen (Université Friedrich-Schiller de Iéna, Allemagne) et William Julius Wilson (Université Harvard, États-Unis).

### Prix pratique Klaus J. Jacobs
Le « Prix pratique Klaus J. Jacobs » distingue des institutions et des personnalités qui font preuve d’un investissement exceptionnel en mettant en pratique des solutions innovantes en faveur du développement des enfants et des jeunes. Le prix est doté d’un montant de 200 000 francs suisses, que le lauréat investira dans un projet de son choix.
Le lauréat du « Prix pratique » est choisi par le Conseil de fondation de la Fondation Jacobs.
Les lauréats 2009 
- Le « Prix de la recherche Klaus J. Jacobs » : le professeur Laurence Steinberg (Université Temple, Philadelphie)[2]
- Le « Prix pratique Klaus J. Jacobs » : le Père Johann Casutt [3]